# علی‌آباد کهک
علی‌آباد کهک یک روستا در ایران است که در بخش مرکزی شهرستان سربیشه واقع شده‌است. علی‌آباد کهک ۶۱ نفر جمعیت دارد.